# Lycosa woonda
Lycosa woonda là một loài nhện trong họ Lycosidae.
Loài này thuộc chi Lycosa. Lycosa woonda được Fernando McKay miêu tả năm 1979.